# Hồ Ayun Hạ
Hồ Ayun Hạ là hồ nước nhân tạo thuộc tỉnh Gia Lai.
Hồ hình thành khi dòng sông Ayun được chặn lại vào đầu năm 1994, để khởi công xây dựng công trình thủy lợi Ayun Hạ, đập chính và cửa cấp nước của hồ nằm trên địa bàn xã Chư A Thai huyện Phú Thiện, cách thành phố Pleiku 70 km về phía Đông Nam. Vùng ngập chính của hồ thuộc địa phận xã HBông huyện Chư Sê.
Mặt nước hồ có diện tích 37 km2, chiều dài 25 km nơi rộng nhất 5 km.

## Thủy điện
Năm 1999, nhà máy thủy điện Ayun Hạ 3 MW được xây dựng.